# Radek Černý
Radek Černý, född 18 februari 1974 i Prag i Tjeckoslovakien, är en tjeckisk före detta fotbollsmålvakt. Han spelade mellan 1980 och 1993 för Slavia Prag. Han har även spelat för engelska Queens Park Rangers.